# Mirko Nišović
Mirko Nišović (* 2. Juli 1961 in Zemun, Belgrad) ist ein ehemaliger jugoslawischer Kanute. Er nahm von 1980 bis 1988 dreimal an Olympischen Spielen teil und gewann eine Goldmedaille und eine Silbermedaille.

## Karriere
Der 1,82 m große Nišović nahm 1980 an den Olympischen Spielen 1980 in Moskau teil und belegte zusammen mit Matija Ljubek im Zweier-Canadier auf der 1000-Meter-Strecke den vierten Platz. Bei den Weltmeisterschaften 1982 gewannen Ljubek und Nišović vor heimischem Publikum in Belgrad Gold über 500 Meter. Über 1000 Meter belegten sie den zweiten Platz hinter dem ungarischen Zweier-Canadier. 1983 in Tampere wiederholten Ljubek und Nišović ihren Erfolg über 500 Meter und gewannen über 1000 Meter die Bronzemedaille.
Auf der 500-Meter-Strecke gewannen die beiden Jugoslawen auch den Titel bei den  Olympischen Spielen 1984 in Los Angeles, über 1000 Meter erhielten sie die Silbermedaille hinter den rumänischen Weltmeistern von 1983 Ivan Patzaichin und Toma Simionov. Die DDR-Kanuten Olaf Heukrodt und Alexander Schuck gewannen auf der 1000-Meter-Strecke den Titel bei den Weltmeisterschaften 1985 in Mechelen, Ljubek und Nišović erhielten die Silbermedaille. Auf der nichtolympischen 10.000-Meter-Strecke siegten die beiden Jugoslawen und gewannen die dritte gemeinsame Weltmeisterschafts-Goldmedaille. Bei Nišovićs drittem Olympiastart 1988 in Seoul erreichten Ljubek und Nišović nicht mehr das Finale.